# 1120 Cannonia
1120 Cannonia је астероид главног астероидног појаса чија средња удаљеност од Сунца износи 2,215 астрономских јединица (АЈ).
Апсолутна магнитуда астероида је 12,8 а геометријски албедо 0,059.